# Fodboldtræner
En fodboldtræner er en person, der står for træning, udvikling og håndtering af et fodboldhold.
Fodboldhold af en vis størrelse og betydning har ofte et træner-team tilknyttet bestående af to eller flere personer. Personerne vil i denne forbindelse typisk være opdelt i:
- en eller flere cheftrænere (med det overordnede ansvar for træningen, sammensætningen af startopstillingen og beslutninger under en fodboldkamp)
- en eller flere assistenttrænere (assisterer cheftræneren i dennes jobfunktioner)
- en eller flere hjælpetrænere (assisterer trænerne med at sætte op træninger og øvelser før kampstart)
- en decideret angrebstræner (med henblik på at træne angrebsspillernes afslutninger og andre relevante og vigtige færdigheder og evner)
- en decideret målmandstræner (med henblik på at træne målmandens målmandstekniske færdigheder)
- en decideret forsvarstræner (med henblik på at træne forsvarspillernes færdigheder såsom opdækning, tacklinger)

Indenfor fodbold findes også den såkaldte sportschef-post. Denne post betyder, at man har ansvaret for køb og salg af spillere. I nogle lande er posten dog forenet med træner-posten. Hvis man er både træner og sportschef, kan man kalde sig for manager.
| Fodbold | Spire Denne artikel om fodbold er en spire som bør udbygges. Du er velkommen til at hjælpe Wikipedia ved at udvide den. |